# Kartonpapierfabriken Groß Särchen

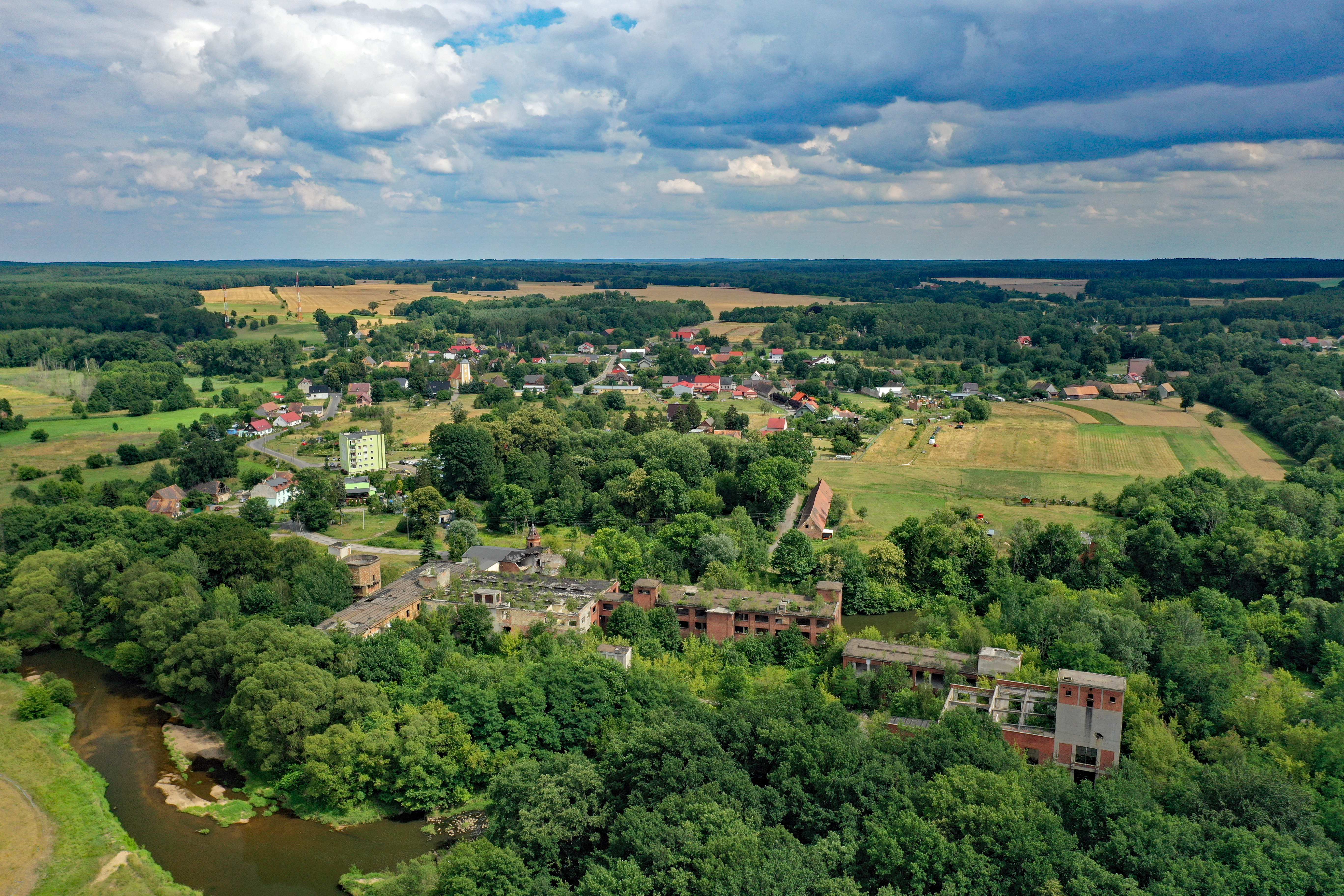
Ruinen der KAPAG mit der Neiße im Vordergrund, dahinter der Ort Żarki Wielkie (früher Groß Särchen)

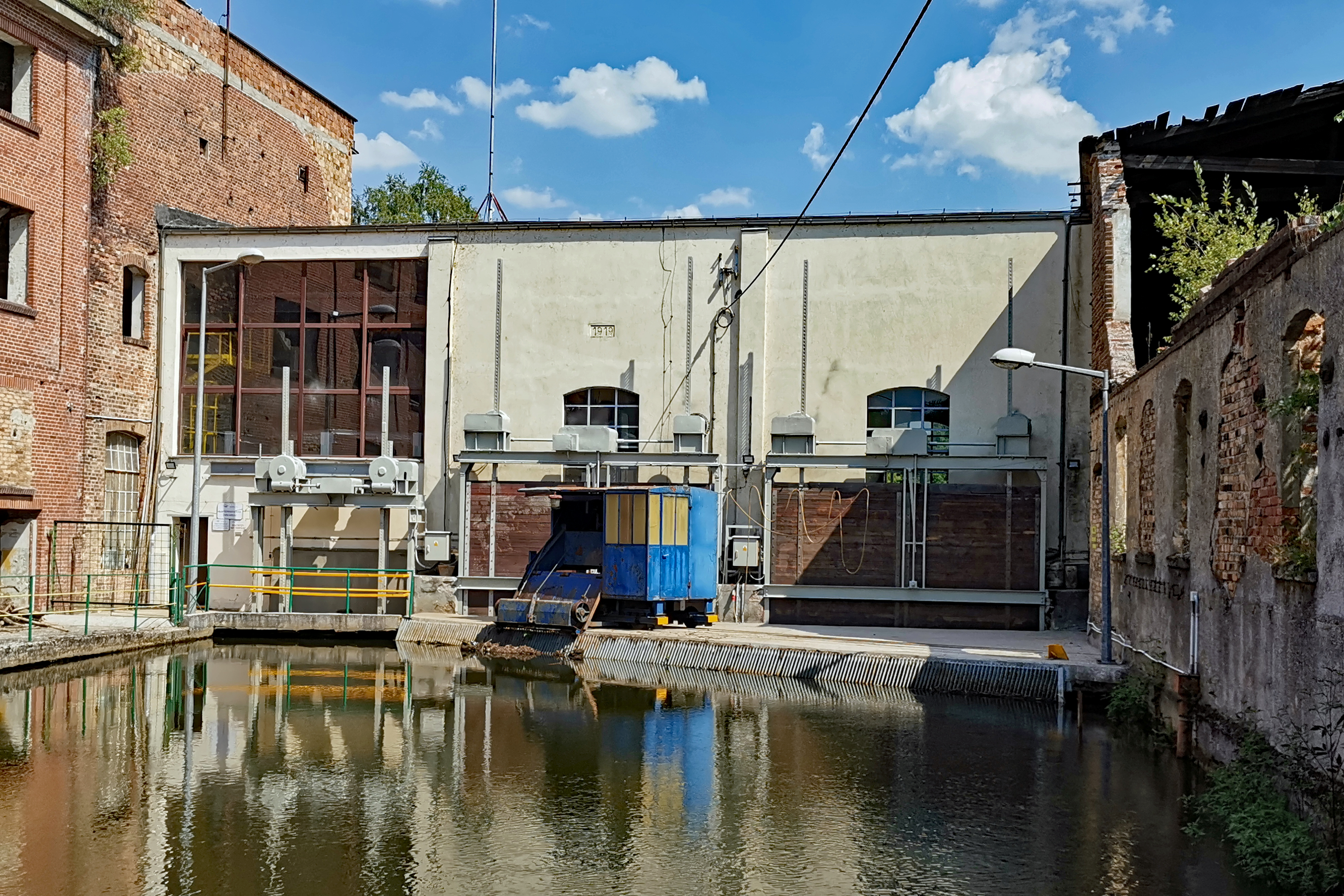
Neubau des Wasserkraftwerkes zwischen den Ruinen der KAPAG

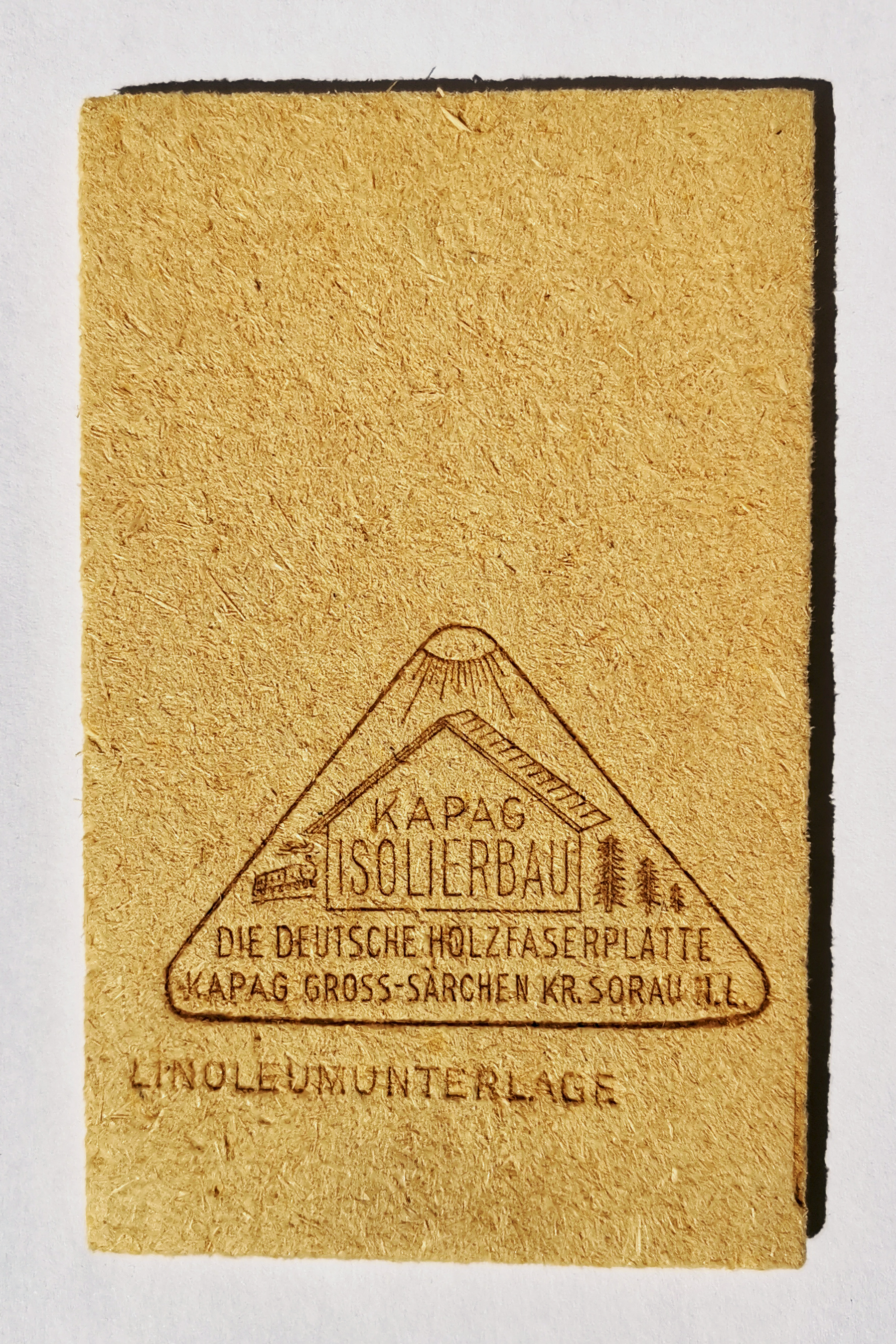
Muster einer KAPAG Holzfaserplatte von 1933/1936

Die Kartonpapierfabriken AG Groß Särchen (KAPAG) war eine Fabrik zur Herstellung von Karton und Faserplatten in Groß Särchen östlich der Lausitzer Neiße im Kreis Sorau. Seit 1945 liegt der nun Żarki Wielkie genannte Ort in Polen.

## Unternehmensgeschichte

### Beginn
Die Kartonfabrik wurde ab 1895 neben einer Mahlmühle der Kaufleute und Mühlenbesitzer Brade und Noack errichtet. Die Mahlmühle wurde im Jahre 1896 durch einen Großbrand zerstört und danach komplett zugunsten der Kartonfabrik aufgegeben. Die Firma des Unternehmens lautete zunächst Groß-Särchener Holzstoff- und Lederpappenfabriken Kunstmühlen AG vormals Noack & Brade, es produzierte Maschinenlederpappe, Grau-, Zieh-, Faltschachtel-, Chromoersatz- und Maschinenholzkarton. Die Firma wurde 1900 in Norddeutsche Lederpappenfabriken AG geändert. 1904 wurde die Dachpappenfabrik Ferdinand Falch in Brieg zusammen mit einer Holzschleiferei in Lenartowitz (heute Lenartowice) bei Cosel aufgekauft. 1912 wurde mit der Kefersteinschen Papiermühle Sinsleben ein weiterer Zweigbetrieb erworben und 1922 die Holzschleiferei in Lenartowitz wieder abgestoßen.

### KAPAG
Ihre endgültige Firma Kartonpappenfabriken AG Groß Särchen (Kreis Sorau) (KAPAG) erhielt die Aktiengesellschaft im Jahr 1923. Die Zweigfabrik in Sinsleben wurde 1924 stillgelegt und aufgelöst, einige Maschinen – teilweise nach Umbau – in Groß Särchen wieder aufgestellt. Die übrigen Anlagen in Sinsleben wurden bis 1931 verkauft.
Auf der sechsten Jahresschau Deutscher Arbeit in Dresden, die 1927 unter dem Motto Das Papier stand, zeigte die KAPAG die Brauchbarkeit ihrer seit Jahren entwickelten Baudoppelwelle als Ersatz für Holz und Ziegel im Baugewerbe. Unter anderem errichtete die KAPAG das Viktoria-Haus nach Entwürfen des Architekten Heinrich Wichmann. Das so genannte Papierhaus hatte eine bebaute Fläche von mehr als 500 m², war mit der Baudoppelwelle verkleidet und zum Teil verputzt. Es diente als Gaststätte für die Besucher der Jahresschau.
Zur täglichen Produktion von rund 100 t Karton standen unter anderem vier Holzstoffkocher, drei Kartonpapiermaschinen, Braunholz- und Weißschleifereien und Holzstoffaufbereitungsanlagen zur Verfügung. Zum Hauptwerk in Groß Särchen gehörten um 1930 neben dem Verwaltungsgebäude ein Arbeiterwohlfahrtsgebäude, acht Wohnhäuser für leitende Angestellte mit 17 Wohnungen und sieben Arbeiterwohnhäuser mit 44 Wohnungen.
Ab 1932 wurden Holzfaserplatten hergestellt, deren Produktion man in den folgenden Jahren erheblich ausbaute. Die so genannten KAPAG-Hartplatten, hergestellt nach dem 1932 patentierten Defibrator-Verfahren nach Arne J. A. Asplund (1903–1993), wurden vielfältig als Dämm- und Isolierplatten in der Bauindustrie eingesetzt und stellten eine echte Alternative zu den nach dem Mason-Verfahren hergestellten Masonit-Platten aus Schweden und den USA dar. 1936 erweiterte man die Kläranlage. Außerdem wurden zwischen 1935 und 1939 acht neue Doppelwohnhäuser für die Belegschaft errichtet. 1940 standen mehr als 80 Werkswohnungen zur Verfügung.
1940 betrug die Produktionsmenge an KAPAG-Isolierbau und KAPAG-Hartplatten rund 7000 m² pro Tag. Im Jahr 1943 wurde der Zweigbetrieb in Brieg wieder verkauft. Zuletzt lag die Aktienmehrheit bei der Margarine-Verkaufs-Union, die auch ihren Direktor Ferdinand Schraud als Aufsichtsratsvorsitzenden der KAPAG etablierte.

### Ende

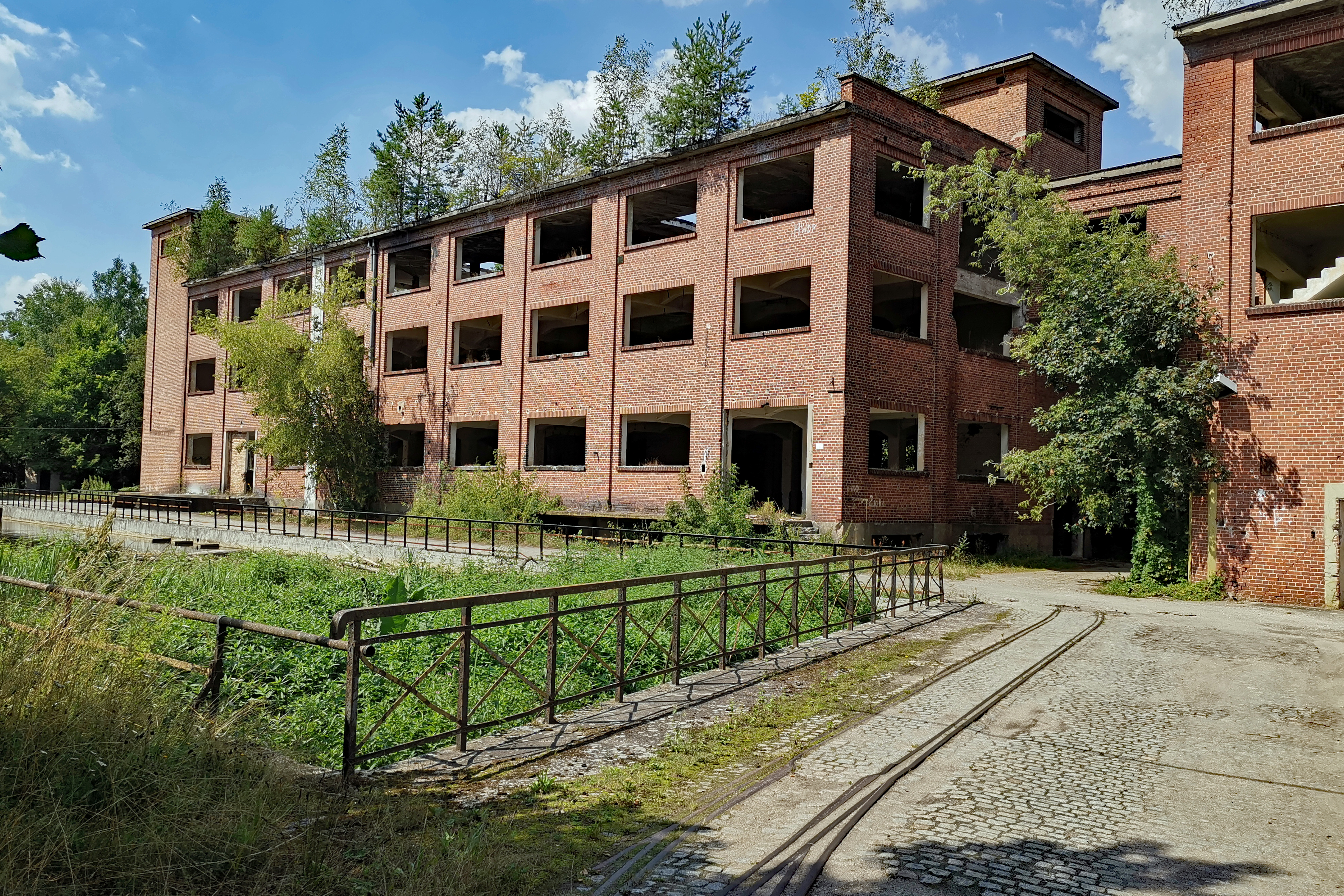
Blick über den südlichen Neißearm auf die Ruinen der KAPAG (im Vordergrund Weiche der 750-mm-Werksbahn)
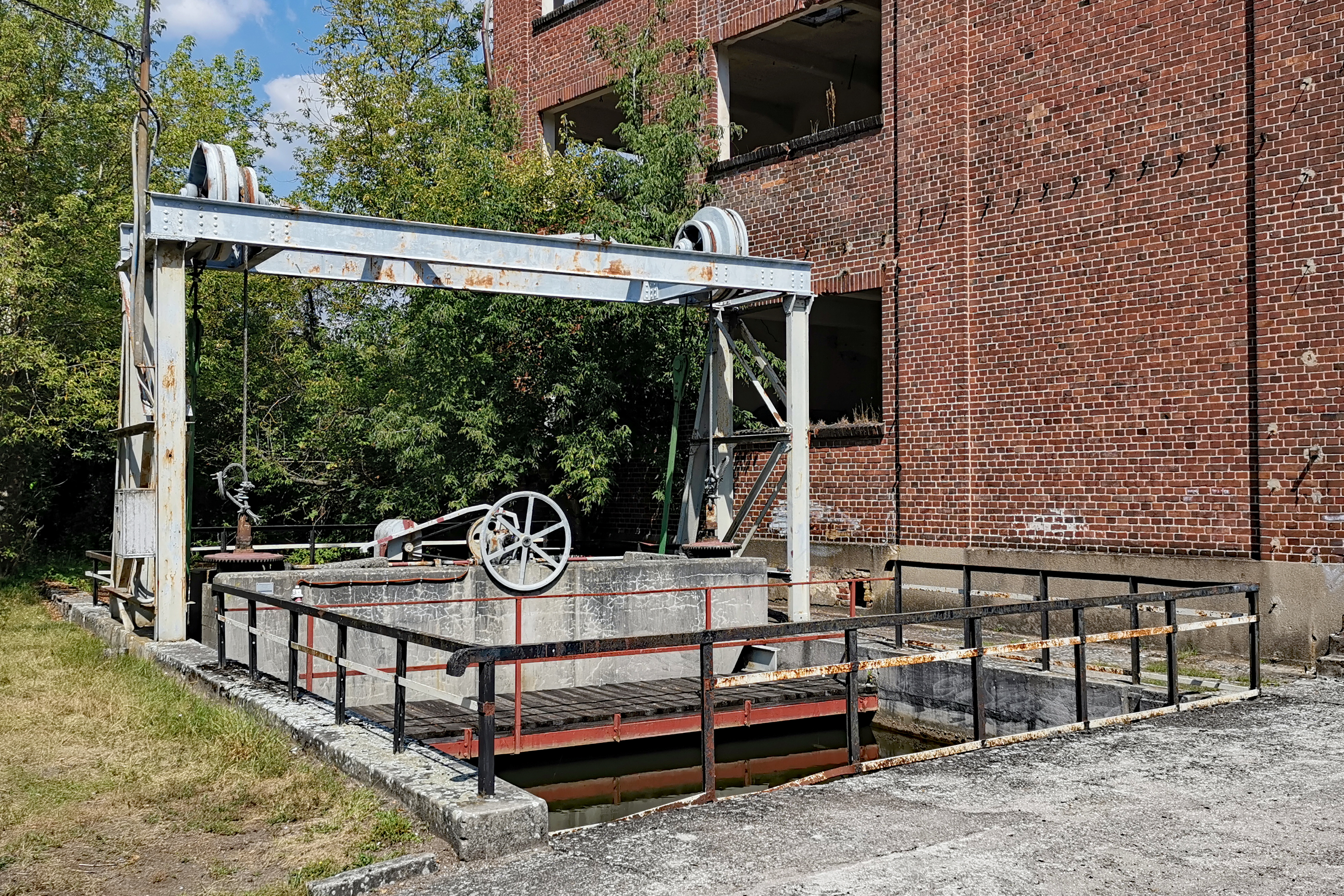
Schütz am Querabfluss vor dem alten und auch dem neuen Wasserkraftwerk
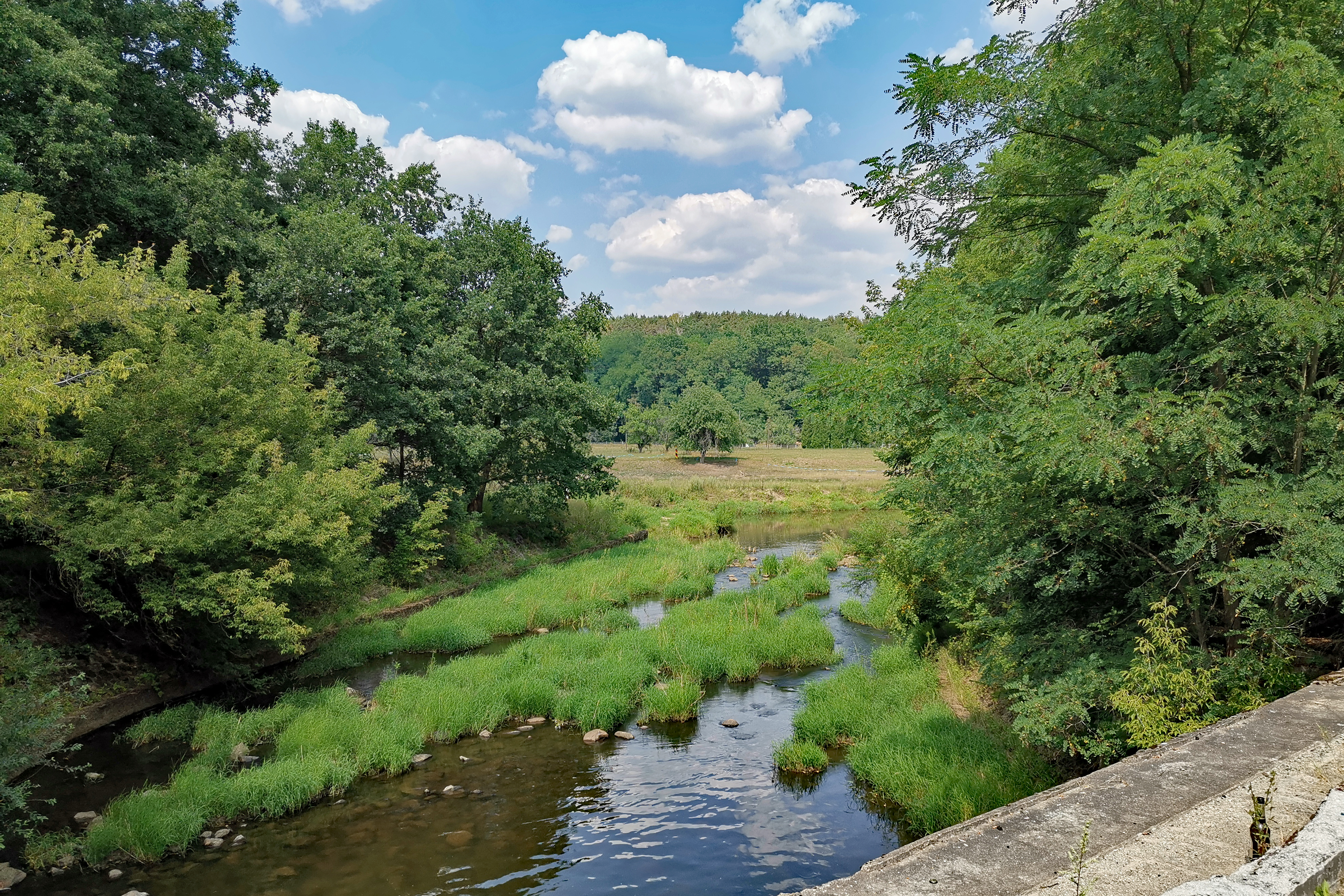
Mündung des Querabflusses in die Neiße (links und Mitte hinten die Grenzpfähle der polnisch-deutschen Grenze)

Das Werk wurde nach 1945 restlos demontiert und später teilweise als Getreidespeicher genutzt. Unterdessen ist es eine Ruine. Einzig ein neues, mit Wasserkraft betriebenes Elektrizitätswerk ist auf dem ehemaligen Werksgelände in Betrieb. Das Wasserkraftwerk arbeitet mit zwei 1800 mm Kaplan-Turbinen zu je 310 kW. Es befindet sich an einem Kanal mit einer Gesamtlänge von 1100 m. Das Wehr wurde 1959 nach Zerstörungen im Krieg wieder aufgebaut. Es hat drei flache zweiteilige Absperrschieber. Nach der Modernisierung des Unterwasserteils wurde das Kraftwerk 1966 wieder in Betrieb genommen und gehört derzeit (Stand 2020) zur Polska Grupa Energetyczna (PGE).

## Energieversorgung

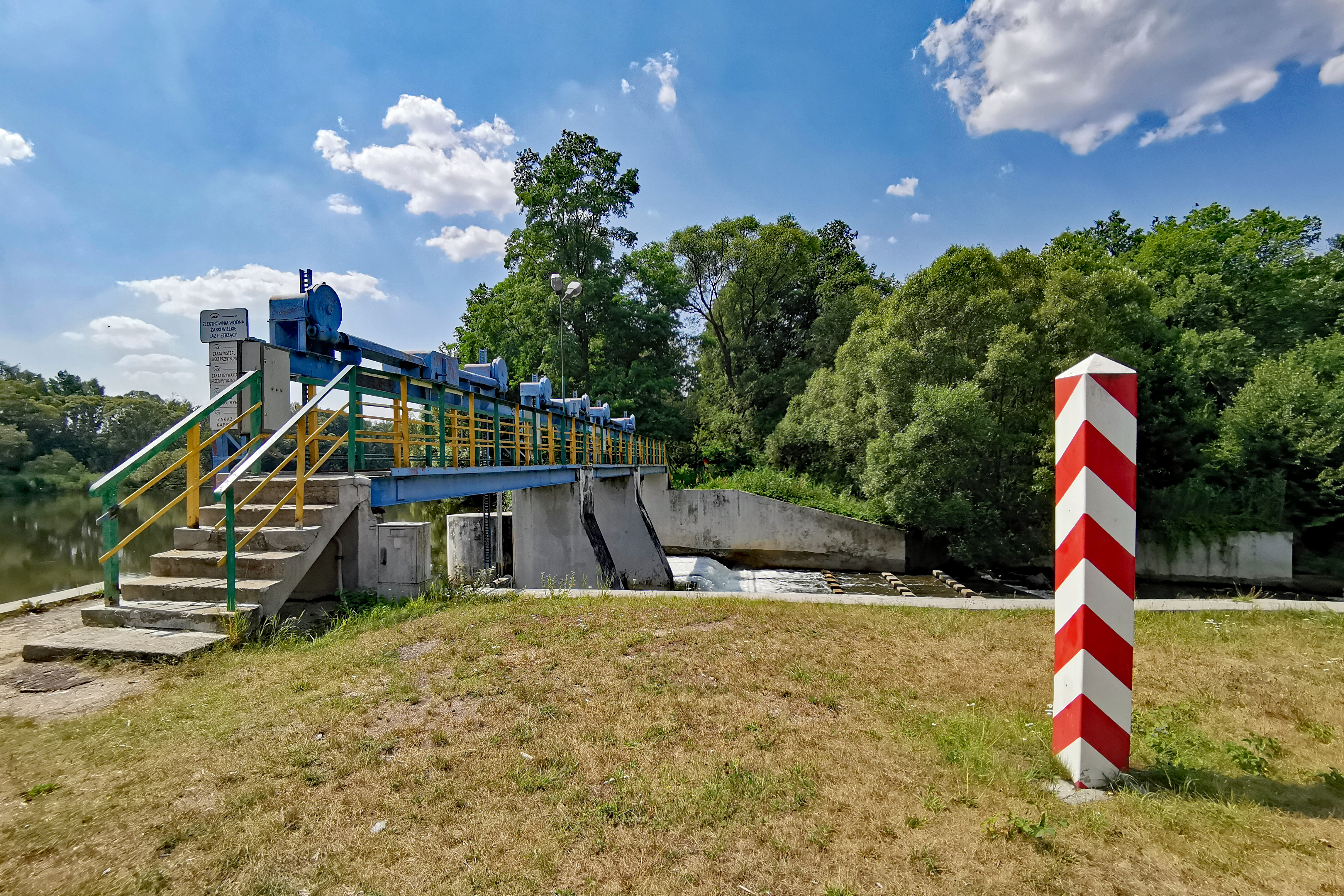
Wehr an der Südwestspitze der Neißeinsel
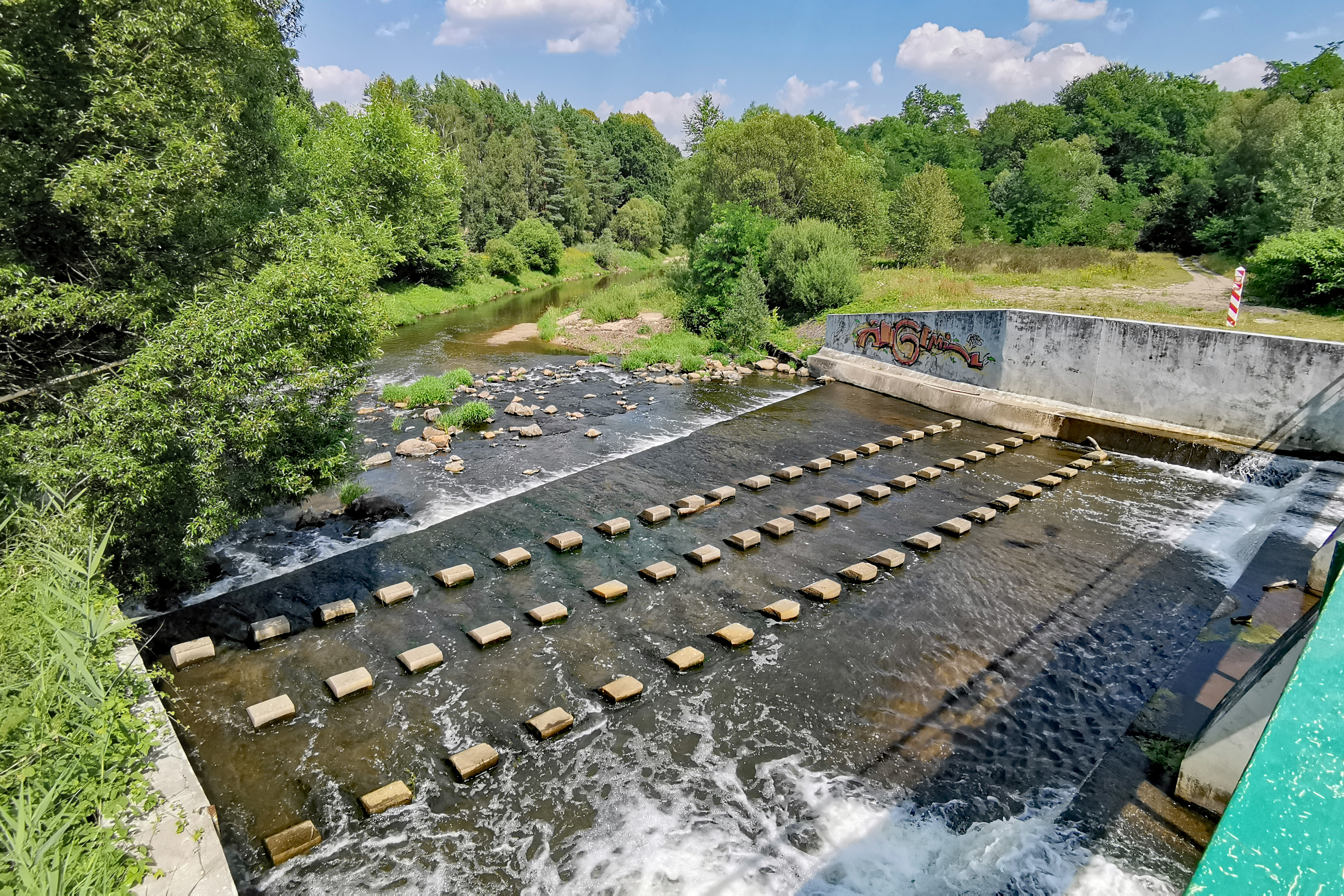
Tosbecken des Neißewehrs von der deutschen Seite aus gesehen
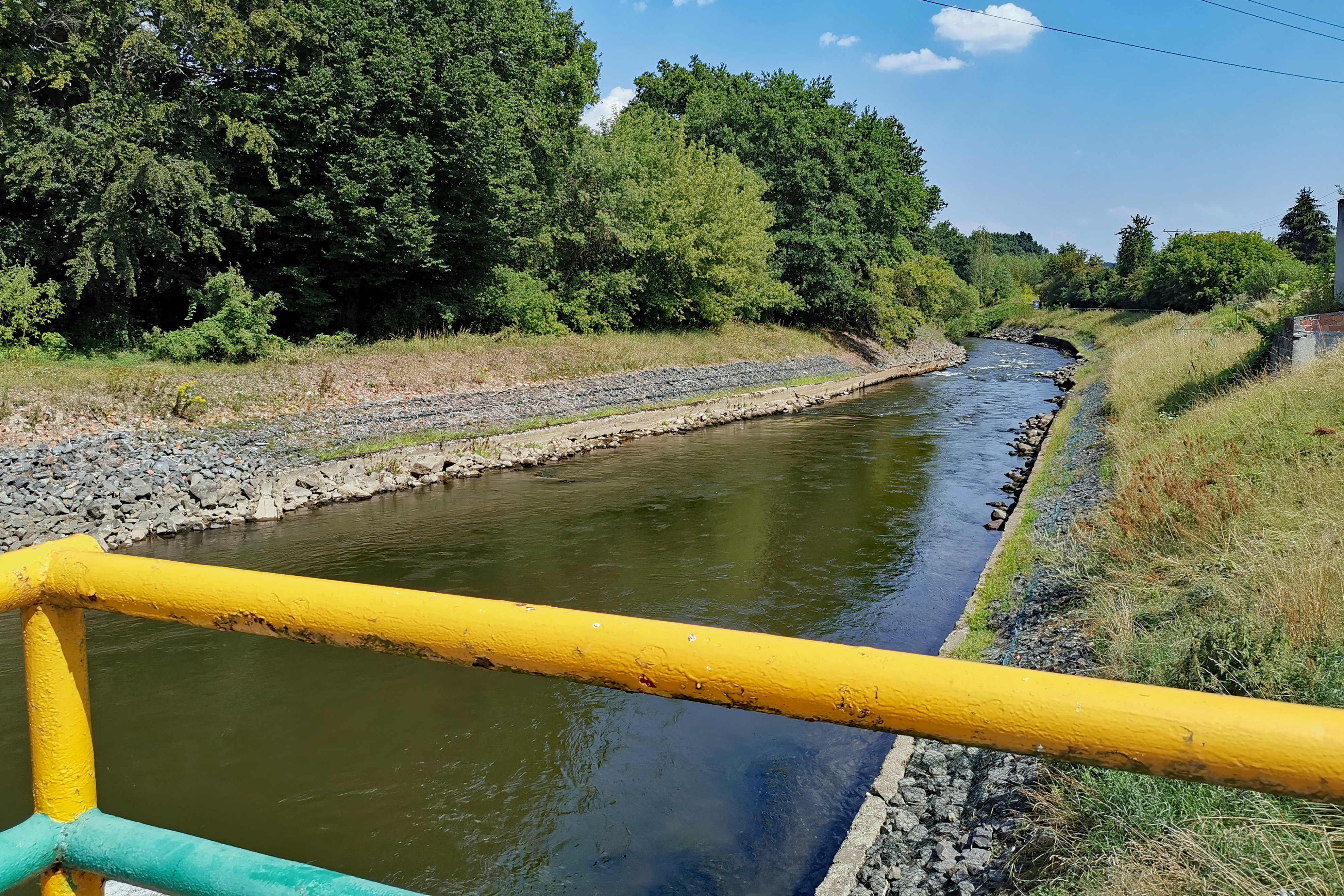
Abflusskanal hinter dem Wasserkraftwerk Richtung Nordosten

Nach einem Wehrbruch im Hauptwerk Groß Särchen errichtete man 1916 alle Wasserbauten neu. Danach erfolgte der Einbau moderner Francis-Turbinen. Um 1930 waren im Hauptwerk folgende Anlagen zur Energieerzeugung vorhanden: eine Hochdruck-Dampfkesselanlage mit Überhitzern und Abgasvorwärmern mit zusammen 810 m² Heizfläche, zwei Dampfmaschinen (zusammen 660 kW), eine Dampfturbine (800 kW) und zwei Wasserturbinen (zusammen 440 kW). Außerdem wurden noch 1300 kW Fremdstrom bezogen. Von 1941 bis 1943 erfolgte der Neubau einer 122 bar Hochdruck-Dampfkraftanlage mit einer 4800 kW Gegendruckturbine.

## Werksbahn und Anschlussgleis

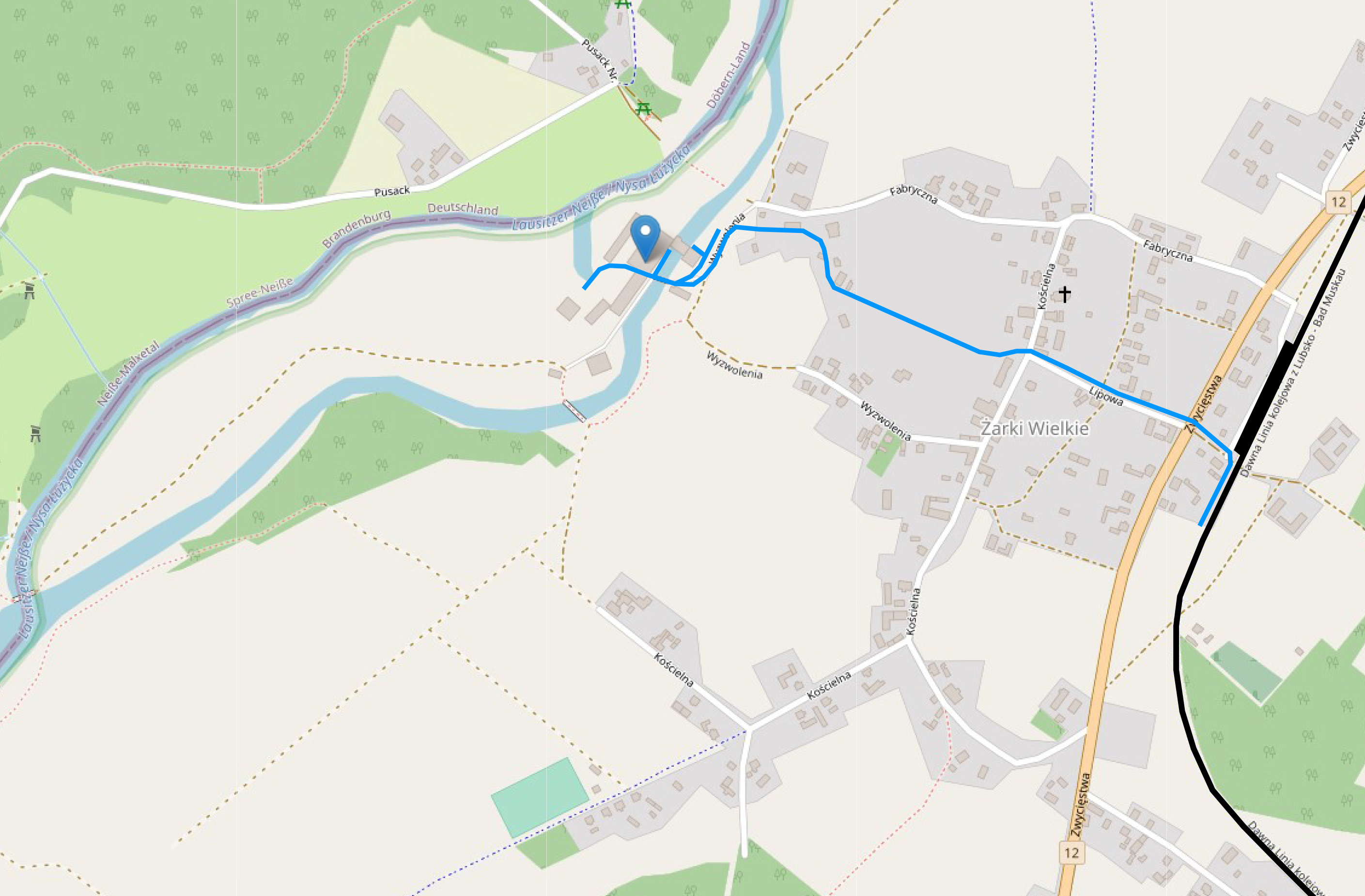
Ungefährer Gleisplan 1906–1928 (blau: 750-mm-Werksbahn mit Oberleitung; schwarz: Hauptstrecke)
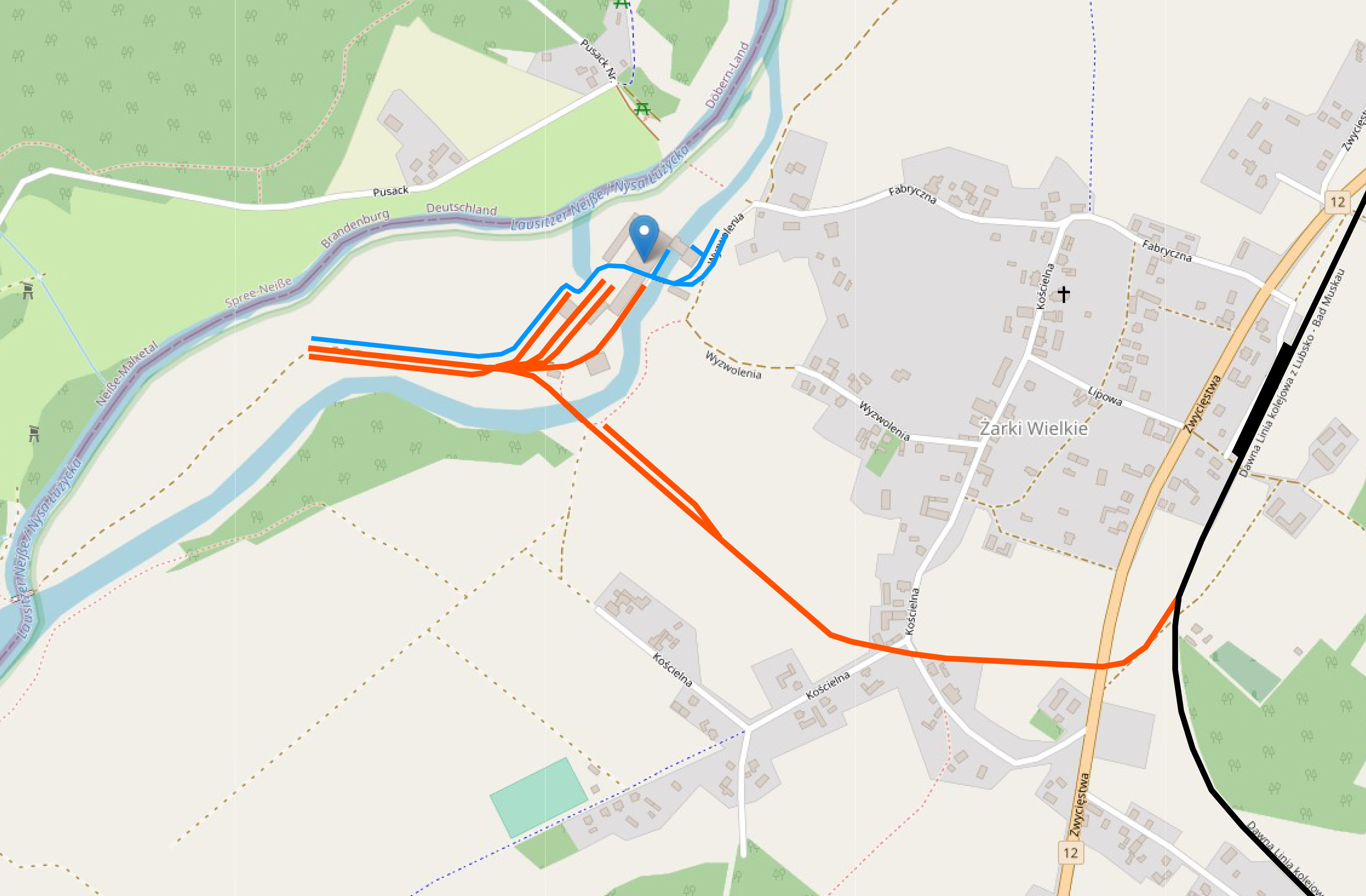
Nach 1928 gab es ein Normalspur-Anschlussgleis (orange) und einen Betriebsbahnhof

Im Jahre 1906 lieferten die Siemens-Schuckertwerke eine Elektrolokomotive für die 750-mm-Werksbahn im Hauptwerk Groß Särchen, deren Mechanteil bei Arthur Koppel gefertigt wurde, einem der Gründer von Orenstein & Koppel. Die Schmalspurbahn fuhr vom Werk an der Neiße die rund 1 km bis zum Bahnhof Groß Särchen durch den Ort und überwand dabei einen Höhenunterschied von rund 7 m. Die Elektrolokomotive wurde mit 220 V Gleichspannung an der Oberleitung betrieben. Die Werksbahn erhielt 1923 eine neue Elektrolokomotive der Firma AEG mit einem Mechanteil aus Hennigsdorf. Ab 1927/1928 bekam die KAPAG einen 1,3 km langen Bahnanschluss in Normalspur, der zwischen dem Haltepunkt Klein Särchen und dem Bahnhof Groß Särchen von der Bahnstrecke Muskau-Teuplitz der Lausitzer Eisenbahn AG (LEAG) abzweigte. Der Bahnanschluss führte über eine noch heute erhaltene neue Bahnbrücke aus Stahlbeton über einen Seitenarm der Neiße zu einem neu errichteten Werksbahnhof. Die elektrische Schmalspurbahn durch den Ort wurde danach abgebaut und dafür bis zum neuen Werksbahnhof verlängert. Die Werksbahn erhielt 1937 eine neue Elektrolokomotive, die baugleich zu der von 1923 war. Mit 30 bis 40 Eisenbahnwaggons wurden um 1940 täglich sowohl Fertigprodukte in Form von Pappen und Faserplatten abtransportiert, als auch 200 t Kohle für die Energieversorgung angeliefert. Den Güterverkehr auf der Hauptstrecke und wahrscheinlich auch den Rangierbetrieb übernahmen vier 700-PS-Dampflokomotiven der Lokalbahn Aktien-Gesellschaft (LAG) mit den Nummern 65, 66, 71 und 77. Sie gingen 1938 in den Besitz der Deutschen Reichsbahn über und erhielten als Baureihe 92.24 die Nummern 92 2401 bis 92 2404.

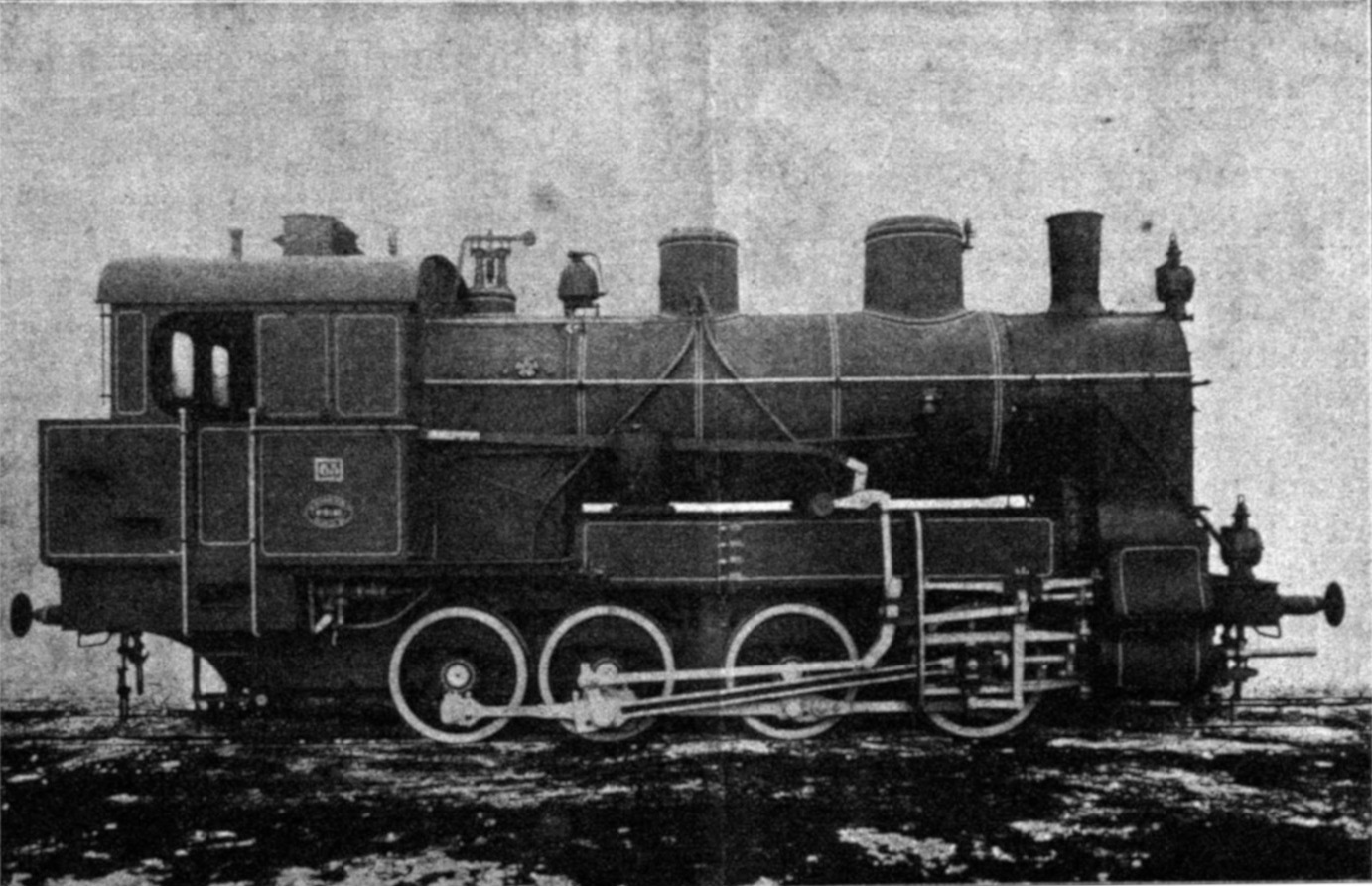
Eine der vier Loks nahezu gleicher Bauart der Lokomotivfabrik Krauss & Comp., die ab 1904 auf der Bahnstrecke Muskau-Sommerfeld der LAG den Güterverkehr und wohl ab 1928 auch den Rangierbetrieb zur KAPAG übernahmen
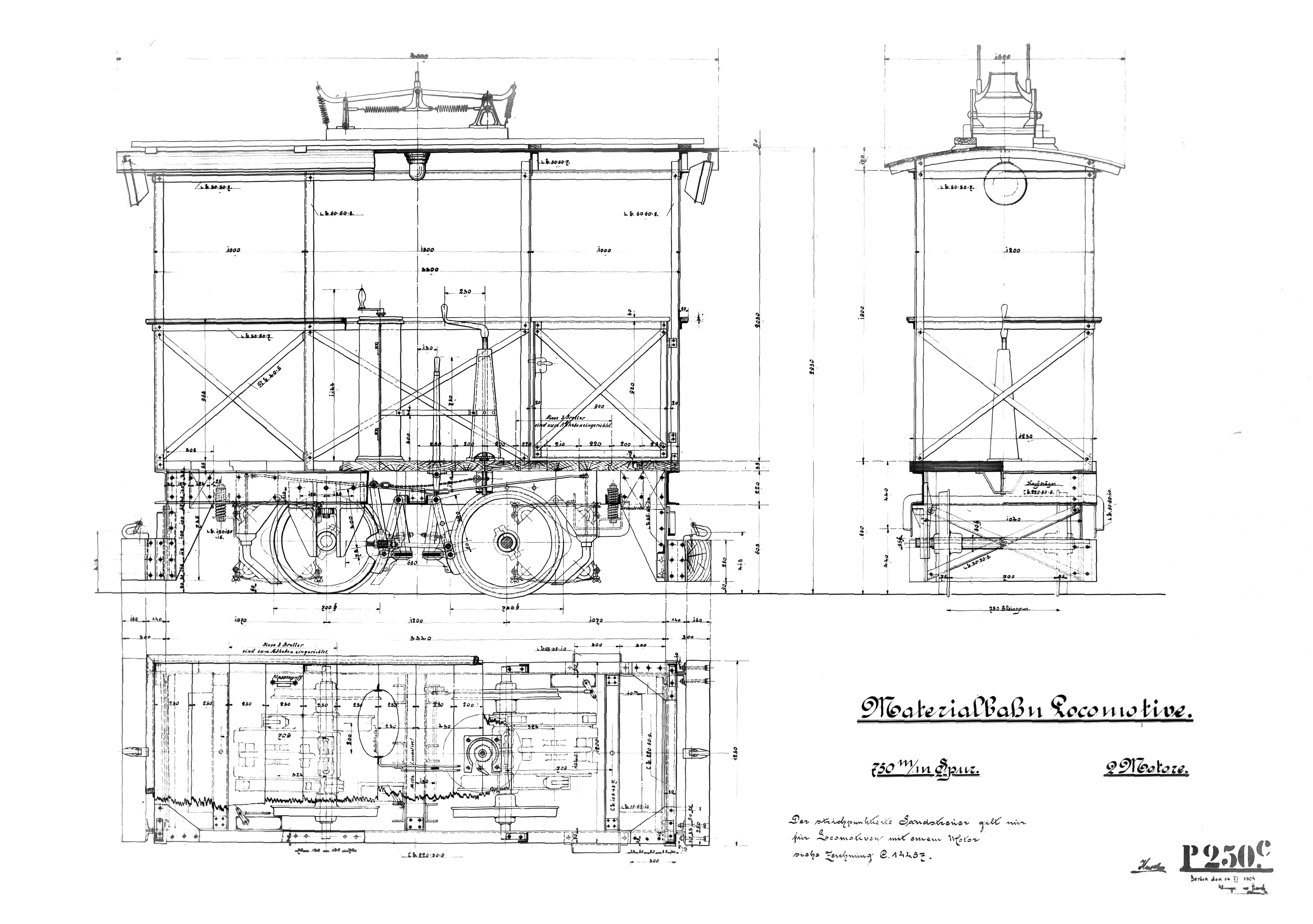
Konstruktionszeichnung der ersten Werksbahn-Elektrolokomotive von 1906 (mit zwei Motoren, Spurweite 750 mm, Radstand 1,2 m)
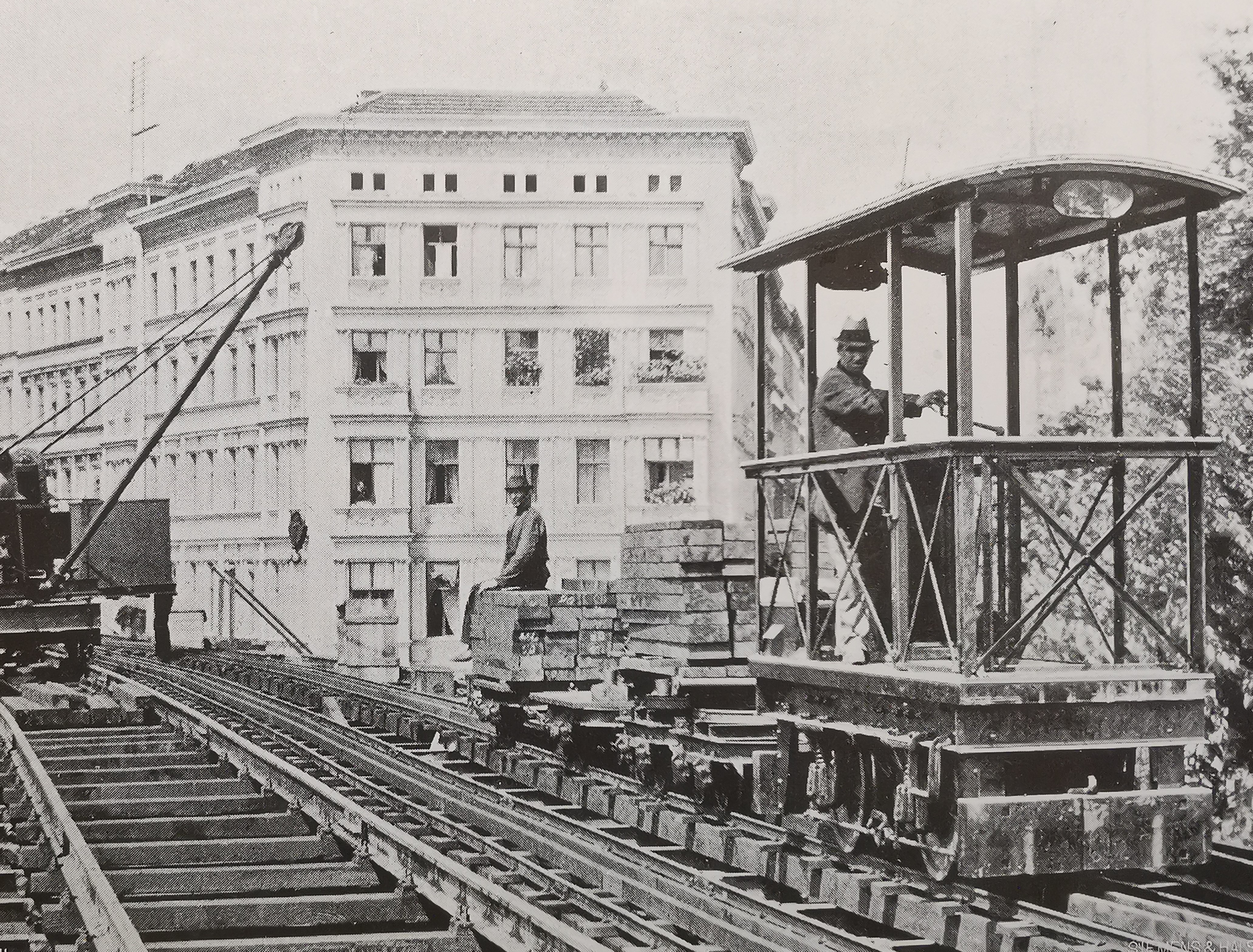
Beim Bau der Berliner Hochbahn kam 1900 eine ähnliche Elektrolokomotive von Siemens zum Einsatz, nur mit Stromschiene statt Oberleitung und mit größerem Radstand
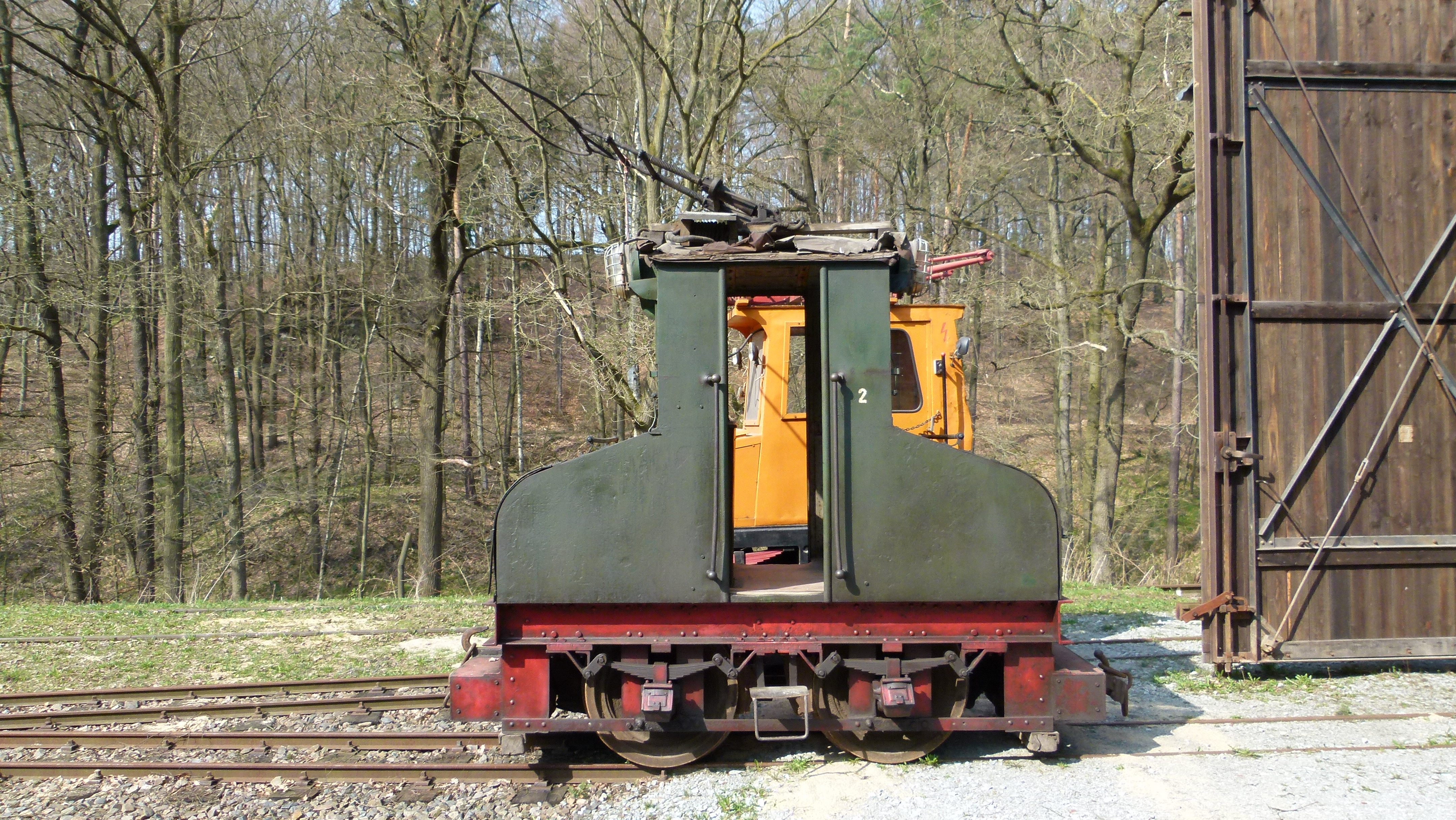
Die Elektrolokomotiven von 1923 (AEG #2666) und 1937 (AEG #5013) waren ähnlich dieser 600-mm-Lok (AEG #2428) mit Lyra-Stromabnehmer, allerdings in der 750-mm-Ausführung
Luftbild vor 1920 (die Werksbahn fährt noch durch den Ort zum Bahnhof Groß Särchen)
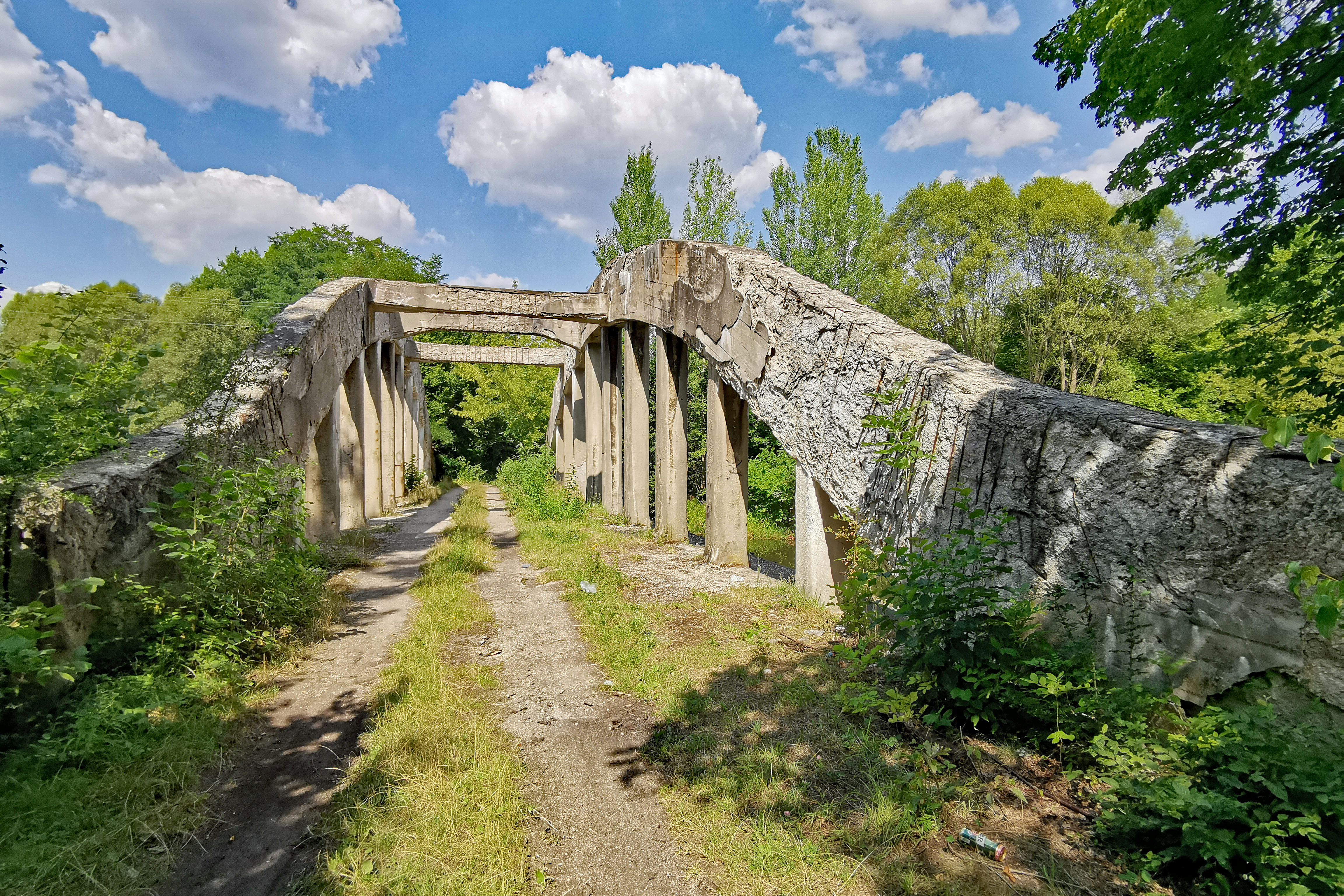
Alte Betonbrücke des Anschlussgleises über den südlichen Neißearm (Blickrichtung Insel)
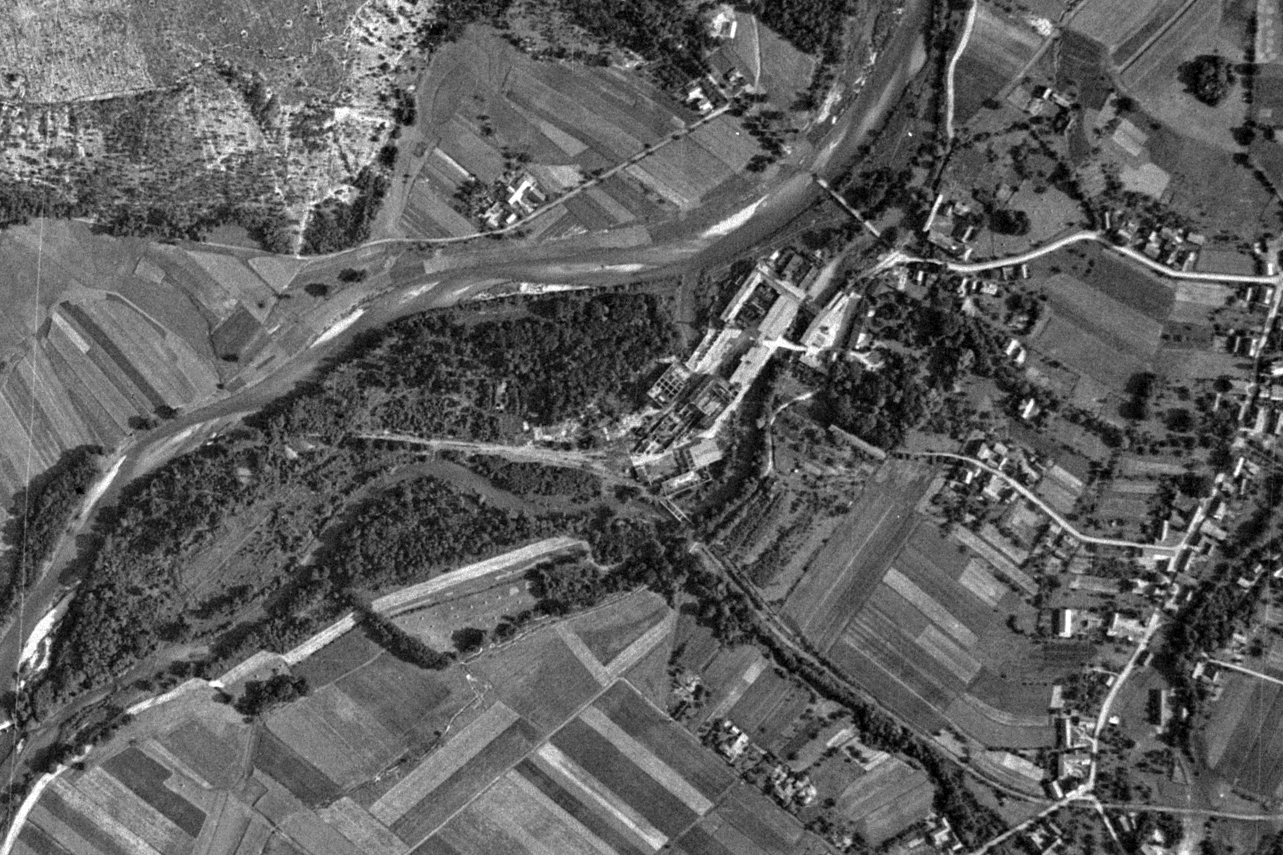
Luftbild der ehemaligen KAPAG von 1953 mit dem Werksbahnhof im Westen und dem Anschlussgleis von Südosten aus

## Patente (Georg Endler)
- DE434650 (zusammen mit Willi Schacht (1866–1938), Weimar) Verfahren zur Herstellung von profilierten Pappen. Ausgegeben am 30. September 1926.[22]
- DE438298 (zusammen mit Willi Schacht, Weimar) Verfahren zur Herstellung von profilierten Pappen. Ausgegeben am 13. Dezember 1926.[23]
- DE462862 Verfahren zur Herstellung von gelochten Putzträgern aus Pappe. Ausgegeben am 20. Juli 1928.[24]
- DE472501 Verfahren zum stetigen Sichten des Inhaltes eines Papierstoffholländers. Ausgegeben am 1. März 1929.[25]
- DE479645 Verfahren zur Herstellung von gelochten Putzträgern aus Pappe. Ausgegeben am 19. Juli 1929.[26]